# کیک باتیک
کیک باتیک (مالایی: Kek batik) یک نوع دسر مالزیایی است که در عید فطر و کریسمس تهیه می‌شود. 
این کیک با بیسکویت‌های ماری له شده، تخم مرغ، کره،شیرعسلی،مارگارین و پودر کاکائو تهیه می‌شود.